# Nellore (India)
Nellore (telugu: నెల్లూరు,urdu: نیلور) is een Indiase stad in de deelstaat Andhra Pradesh. Nellore is de hoofdstad van het gelijknamige district. De bevolking van de stad bedraagt 499.575 (agglomeratie 558.548) (2011). De stad is gelegen in het zuidwesten van Andhra Pradesh, aan de rivier de Pennar. De plaats wordt regelmatig geteisterd door stormen.
Nellore is bekend door de productie van mica, limoen en landbouwproducten, zoals rijst. Nellore is een toeristische attractie door zijn talrijke tempels als de Narasimha swamy konda, Jonnavada Kamakshi Ammavari-tempel, Ayyappa-tempel en Golagamudi Venkaya Swami-tempel.